# Államok vezetőinek listája 1990-ben
Ezen az oldalon az 1990-ben fennálló államok vezetőinek névsora olvasható földrészek, majd országok szerinti bontásban.

## Európa
- Albánia (népköztársaság)
  - A kommunista párt főtitkára – Ramiz Alia (1985–1991), lista
  - Államfő - Ramiz Alia (1982–1992), lista
  - Kormányfő - Adil Çarçani (1981–1991), lista
- Andorra (parlamentáris társhercegség)
  - Társhercegek
    - Francia társherceg - François Mitterrand (1981–1995), lista
    - Episzkopális társherceg - Joan Martí i Alanis (1971–2003), lista

  - Kormányfő - 
    1. Josep Pintat-Solans (1984–1990)
    2. Òscar Ribas Reig (1990–1994), lista
- Ausztria (szövetségi köztársaság)
  - Államfő - Kurt Waldheim (1986–1992), lista
  - Kancellár - Franz Vranitzky (1986–1997), szövetségi kancellár lista
- Belgium (parlamentáris monarchia)
  - Uralkodó - I. Baldvin király (1951–1993)
  - Kormányfő - Wilfried Martens (1981–1992), lista
- Bulgária (köztársaság)
- A Bolgár Népköztársaság 1990. november 15-én Bolgár Köztársaságra változott.
  - A kommunista párt vezetője – Petar Mladenov (1989–1990), a Bolgár Kommunista Párt főtitkára
  - Államfő - 
    1. Petar Mladenov (1989–1990)
    2. Sztanko Georgiev (1990) ügyvivő
    3. Nikolaj Todorov (1990) ügyvivő
    4. Zselju Zselev (1990–1997), lista

  - Kormányfő - 
    1. Georgi Atanaszov (1986–1990)
    2. Andrei Lukanov (1990)
    3. Dimitar Popov (1990–1991), lista
- Ciprus (köztársaság)
  - Államfő - Jórgosz Vaszilíu (1988–1993), lista
  -  Észak-Ciprus (szakadár állam, csak Törökország ismeri el)
    - Államfő - Rauf Raif Denktaş (1975–2005), lista
    - Kormányfő - Derviş Eroğlu (1985–1994), lista
- Cseh és Szlovák Szövetségi Köztársaság (köztársaság)
- A Csehszlovák Szocialista Köztársaság 1990. március 29-én Csehszlovák Szövetségi Köztársaság, majd 1990. április 20-án pedig Cseh és Szlovák Szövetségi Köztársaságra változott.
  - A kommunista párt vezetője –  Ladislav Adamec (1989–1990), a Csehszlovák Kommunista Párt főtitkára
  - Államfő - Václav Havel (1989–1992), lista
  - Kormányfő - Marián Čalfa (1989–1992), lista
- Dánia (parlamentáris monarchia)
  - Uralkodó - II. Margit királynő (1972–2024)
  - Kormányfő - Poul Schlüter (1982–1993), lista
  -  Feröer
    - Kormányfő – Jógvan Sundstein (1989–1991), lista

  -  Grönland
    - Kormányfő – Jonathan Motzfeldt (1979–1991), lista
- Egyesült Királyság (parlamentáris monarchia)
  - Uralkodó - II. Erzsébet Nagy-Britannia királynője (1952–2022)
  - Kormányfő - 
    1. Margaret Thatcher (1979–1990)
    2. John Major (1990–1997), lista

  -  Gibraltár (brit tengerentúli terület)
    - Kormányzó - Sir Derek Reffell (1989–1993), lista
    - Főminiszter - Joe Bossano (1988–1996), lista

  -  Guernsey Bailiffség (brit koronafüggőség)
    - Alkormányzó - 
      1. Sir Alexander Boswell (1985–1990)
      2. Sir Michael Wilkins (1990–1994), lista

  -  Jersey Bailiffség (brit koronafüggőség)
    - Alkormányzó - 
      1. Sir William Pillar (1985–1990)
      2. Sir John Sutton (1990–1995), lista

  -  Man-sziget (brit koronafüggőség)
    - Alkormányzó - 
      1. Laurence New (1985–1990)
      2. Sir Laurence Jones (1990–1995), lista

    - Főminiszter - Miles Walker (1986–1996), lista
- Finnország (köztársaság)
  - Államfő - Mauno Koivisto (1982–1994), lista
  - Kormányfő - Harri Holkeri (1987–1991), lista
  -  Åland
    - Kormányfő – Sune Eriksson (1988–1991)
- Franciaország (köztársaság)
  - Államfő - François Mitterrand (1981–1995), lista
  - Kormányfő - Michel Rocard (1988–1991), lista
- Görögország (köztársaság)
  - Államfő - 
    1. Hrísztosz Szardzetákisz (1985–1990)
    2. Konsztantínosz Karamanlisz (1990–1995), lista

  - Kormányfő - 
    1. Kszenofón Zolotász (1989–1990)
    2. Konsztantínosz Micotákisz (1990–1993), lista
- Hollandia (parlamentáris monarchia)
  - Uralkodó - Beatrix királynő (1980–2013)
  - Miniszterelnök - Ruud Lubbers (1982–1994), lista
  -  Holland Antillák (a Holland Királyság tagállama)
    - lásd Észak-Amerikánál

  -  Aruba (a Holland Királyság tagállama)
    - lásd Észak-Amerikánál
- Izland (köztársaság)
  - Államfő - Vigdís Finnbogadóttir (1980–1996), lista
  - Kormányfő - Steingrímur Hermannsson (1988–1991), lista
- Írország (köztársaság)
  - Államfő - 
    1. Patrick Hillery (1976–1990)
    2. Mary Robinson (1990–1997), lista

  - Kormányfő - Charles Haughey (1987–1992), lista
- Jugoszlávia (köztársaság)
  - A kommunista párt vezetője – Milan Pančevski (1989–1990), a Jugoszláv Kommunista Liga Elnökségének elnöke
  - Államfő - 
    1. Janez Drnovšek (1989–1990)
    2. Borisav Jović (1990–1991), Jugoszlávia Elnöksége elnöke, lista

  - Kormányfő - Ante Marković (1989–1991), lista
- Lengyelország (köztársaság)
  - A kommunista párt vezetője – Mieczysław Rakowski (1989–1990), a Lengyel Egyesült Munkáspárt KB első titkára
  - Államfő - 
    1. Wojciech Jaruzelski (1985–1990)
    2. Lech Wałęsa (1990–1995), lista

  - Kormányfő - Tadeusz Mazowiecki (1989–1991), lista
- Liechtenstein
  - Uralkodó - II. János Ádám, herceg (1989–)
  - Kormányfő - Hans Brunhart (1978–1993), lista
- Litvánia (köztársaság)
- A Litván Szovjet Szocialista Köztársaság 1990. március 11-én kiáltotta ki függetlenségét, amit a Szovjetunió 1991. szeptember 6-án ismert el.
  - A kommunista párt vezetője – 
    - Algirdas Brazauskas (1988–1990)
    - Mykolas Burokevičius (1989–1991) (riválisok)

  - Államfő - 
    1. Vytautas Astrauskas (1987–1990)
    2. Algirdas Brazauskas (1990)
    3. Vytautas Landsbergis (1990–1992), a Legfelsőbb Tanács elnöke, lista

  - Kormányfő - 
    1. Vytautas Sakalauskas (1985–1990)
    2. Kazimira Prunskienė (1990–1991), lista
- Luxemburg (parlamentáris monarchia)
  - Uralkodó - János nagyherceg (1964–2000)
  - Kormányfő - Jacques Santer (1984–1995), lista
- Magyarország (köztársaság)
  - Államfő - 
    1. Szűrös Mátyás (1989–1990)
    2. Göncz Árpád (1990–2000), lista

  - Kormányfő - 
    1. Németh Miklós (1988–1990)
    2. Antall József (1990–1993), lista
- Málta (köztársaság)
  - Államfő - Ċensu Tabone (1989–1994), lista
  - Kormányfő - Edward Fenech Adami (1987–1996), lista
- Monaco
  - Uralkodó - III. Rainier herceg (1949–2005)
  - Államminiszter - Jean Ausseil (1985–1991), lista
- NDK (Német Demokratikus Köztársaság) (népköztársaság)
- 1990. október 3-án egyesült az NSZK-val, létrehozva az egyesült Németországot.
  - Államfő –
    1. Manfred Gerlach (1989–1990), az NDK Államtanácsának ügyvivő elnöke
    2. Sabine Bergmann-Pohl (1990), az NDK Országgyűlésének elnöke

  - Kormányfő –
    1. Hans Modrow (1989–1990)
    2. Lothar de Maizière (1990), az NDK Minisztertanácsának elnöke
- NSZK (Német Szövetségi Köztársaság) (szövetségi köztársaság)
- 1990. október 3-án egyesült az NDK-val, létrehozva az egyesült Németországot.
  - Államfő - Richard von Weizsäcker (1984–1994), lista
  - Kancellár - Helmut Kohl (1982–1998), lista
- Németország (szövetségi köztársaság)
- 1990. október 3-án jött létre az NSZK és az NDK egyesülésével.
  - Államfő - Richard von Weizsäcker (1984–1994), lista
  - Kancellár - Helmut Kohl (1982–1998), lista
- Norvégia (parlamentáris monarchia)
  - Uralkodó - V. Olav király (1957–1991)
  - Kormányfő - 
    1. Jan P. Syse (1989–1990)
    2. Gro Harlem Brundtland (1990–1996), lista
- Olaszország (köztársaság)
  - Államfő - Francesco Cossiga (1985–1992), lista
  - Kormányfő - Giulio Andreotti (1989–1992), lista
- Portugália (köztársaság)
  - Államfő - Mário Soares (1986–1996), lista
  - Kormányfő - Aníbal Cavaco Silva (1985–1995), lista
- Románia (köztársaság)
  - Államfő - Ion Iliescu (1989–1996), lista
  - Kormányfő - Petre Roman (1989–1991), lista
- San Marino (köztársaság)
  - Régenskapitányok
- Spanyolország (parlamentáris monarchia)
  - Uralkodó - I. János Károly király (1975–2014)
  - Kormányfő - Felipe Gonzáles (1982–1996), lista
- Svájc (konföderáció)
  - Szövetségi Tanács:[1]
Otto Stich (1983–1995), Jean-Pascal Delamuraz (1983–1998), Arnold Koller (1986–1999), elnök, Flavio Cotti (1986–1999), René Felber (1987–1993), Adolf Ogi (1987–2000), Kaspar Villiger (1989–2003)
- Svédország (parlamentáris monarchia)
  - Uralkodó - XVI. Károly Gusztáv király (1973–)
  - Kormányfő - Ingvar Carlsson (1986–1991), lista
- Szovjetunió szövetségi köztársaság
  - A kommunista párt vezetője – Mihail Gorbacsov (1985–1991), a Szovjetunió Kommunista Pártjának főtitkára
  - Államfő – Mihail Gorbacsov (1988–1991), lista
  - Kormányfő – Nyikolaj Rizskov (1985–1991), lista
- Vatikán (abszolút monarchia)
  - Uralkodó - II. János Pál pápa (1978–2005)
  - Államtitkár - 
    1. Agostino Casaroli bíboros (1979–1990)
    2. Angelo Sodano (1990–2006), lista

## Afrika
- Algéria (köztársaság)
  - Államfő - Csadli Bendzsedid (1979–1992), lista
  - Kormányfő - Mulud Hamrus (1989–1991), lista
- Angola (köztársaság)
  - A kommunista párt vezetője –  José Eduardo dos Santos (1979–1991), az Angolai Munkáspárt Népi Mozgalmának főtitkára
  - Államfő - José Eduardo dos Santos (1979–2017), lista
- Benin (köztársaság)
- A Benini Népköztársaság 1990. március 1-jén Benini Köztársaságra változott.
  - A kommunista párt vezetője – Mathieu Kérékou tábornok (1979–1990), a Benini Népi Forradalmi Párt főtitkára
  - Államfő - Mathieu Kérékou tábornok (1972–1991), lista
  - Kormányfő – Nicéphore Soglo (1990–1990)
- Bissau-Guinea (köztársaság)
  - Államfő - João Bernardo Vieira (1984–1999), lista
- Botswana (köztársaság)
  - Államfő - Quett Masire (1980–1998), lista
- Burkina Faso (köztársaság)
  - Államfő - Blaise Compaoré (1987–2014), lista
- Burundi (köztársaság)
  - Államfő - Pierre Buyoya (1987–1993), lista
  - Kormányfő – Adrien Sibomana (1988–1993), lista
- Csád (köztársaság)
  - Államfő - 
    1. Hissène Habré (1982–1990)
    2. Jean Alingué Bawoyeu (1990)
    3. Idriss Déby (1990–2021), lista
- Comore-szigetek (köztársaság)
  - Államfő - Said Mohamed Djohar (1989–1995), lista
- Dél-afrikai Köztársaság (köztársaság)
  - Államfő - Frederik Willem de Klerk (1989–1994), lista
  -  Bophuthatswana (el nem ismert állam)
    - Államfő - Lucas Mangope (1968–1994)[2]

  -  Ciskei (el nem ismert állam)
    - Államfő - 
      1. Lennox Sebe (1973–1990)
      2. Oupa Gqozo (1990–1994)

  -  Transkei (el nem ismert állam)
    - Államfő - Tutor Nyangelizwe Vulindlela Ndamase (1986–1994)
    - Kormányfő - Bantu Holomisa(1987–1994), lista

  -  Venda (el nem ismert állam)
    - Államfő - 
      1. Frank N. Ravel (1988–1990)
      2. Gabriel Ramushwana (1990–1994)
- Dzsibuti (köztársaság)
  - Államfő - Hassan Gouled Aptidon (1977–1999), lista
  - Kormányfő - Barkat Gourad Hamadou (1978–2001), lista
- Egyenlítői-Guinea (köztársaság)
  - Államfő - Teodoro Obiang Nguema Mbasogo (1979–), lista
  - Kormányfő - Cristino Seriche Bioko (1982–1992), lista
- Egyiptom (köztársaság)
  - Államfő - Hoszni Mubárak (1981–2011), lista
  - Kormányfő - Atef Sedki (1986–1996), lista
- Elefántcsontpart (köztársaság)
  - Államfő - Félix Houphouët-Boigny (1960–1993), lista
  - Kormányfő - Alassane Ouattara (1990–1993), lista
- Etiópia (köztársaság)
  - Államfő - Mengisztu Hailé Mariam alezredes (1977–1991), lista
  - Kormányfő - Hailu Yimenu (1989–1991) megbízott, lista
- Gabon (köztársaság)
  - Államfő - Omar Bongo (1967–2009), lista
  - Kormányfő - 
    1. Léon Mébiame (1975–1990)
    2. Casimir Oyé-Mba (1990–1994), lista
- Gambia (köztársaság)
  - Államfő - Sir Dawda Jawara (1970–1994), lista
- Ghána (köztársaság)
  - Államfő- Jerry Rawlings (1981–2001), lista
- Guinea (köztársaság)
  - Államfő - Lansana Conté (1984–2008), lista
- Kamerun (köztársaság)
  - Államfő - Paul Biya (1982–), lista
- Kenya (köztársaság)
  - Államfő - Daniel arap Moi (1978–2002), lista
- Kongói Köztársaság (köztársaság)
  - A kommunista párt vezetője – Denis Sassou Nguesso (1979–1991), a Kongói Munkáspárt Központi Bizottsága elnökségének elnöke
  - Államfő - Denis Sassou Nguesso (1979–1992), lista
  - Kormányfő – 
    1. Alphonse Poaty-Souchlaty (1989–1990)
    2. Pierre Moussa (1990–1991), lista
- Közép-afrikai Köztársaság (köztársaság)
  - Államfő - André Kolingba (1981–1993), lista
- Lesotho (alkotmányos monarchia)
  - Uralkodó - III. Letsie király (1990–1995)
  - Kormányfő - Justin Lekhanya vezérőrnagy (1986–1991), lista
- Libéria (köztársaság)
  - Államfő - 
    1. Samuel Doe (1986–1990)
    2. Amos Sawyer (1990–1994), lista
- Líbia (köztársaság)
  - De facto országvezető - Moammer Kadhafi (1969–2011), lista
  - Névleges államfő - 
    1. Mifta al-Uszta Umár (1984–1990)
    2. Abdul Razzak asz-Szausza (1990–1992), Líbia Népi Kongresszusa főtitkára

  - Kormányfő - 
    1. Umar Musztafa al-Muntaszir (1987–1990),
    2. Abuzed Omar Dorda (1990–1994), lista
- Madagaszkár (köztársaság)
  - Államfő - Didier Ratsiraka (1975–1993), lista
  - Kormányfő - Victor Ramahatra (1988–1991), lista
- Malawi (köztársaság)
  - Államfő - Hastings Banda (1966–1994), lista
- Mali (köztársaság)
  - Államfő - Moussa Traoré vezérőrnagy (1968–1991), lista
- Marokkó (alkotmányos monarchia)
  - Uralkodó - II. Haszan király (1961–1999)
  - Kormányfő - Azzeddin Laraki (1986–1992), lista
  -  Nyugat-Szahara (részben elismert állam)
    - Államfő - Mohamed Abdelaziz (1976–2016), lista
    - Kormányfő - Mahfoud Ali Beiba (1988–1993), lista
- Mauritánia (köztársaság)
  - Államfő - Maaouya Ould Sid'Ahmed Taya (1984–2005), lista
  - Kormányfő - Maaouya Ould Sid'Ahmed Taya (1984–1992), lista
- Mauritius (monarchia)
  - Uralkodó – II. Erzsébet királynő (1968–1992)
  - Főkormányzó – Sir Veerasamy Ringadoo (1986–1992), lista
  - Kormányfő - Sir Anerood Jugnauth (1982–1995), lista
- Mayotte (Franciaország tengerentúli megyéje)
  - Prefektus - 
    1. Daniel Limodin (1988–1990)
    2. Jean-Paul Coste (1990–1993), lista

  - A Területi Tanács elnöke - Younoussa Bamana (1976–2004)
- Mozambik (köztársaság)
- A Mozambiki Népköztársaság 1990. december 1-jén Mozambiki Köztársaságra változott.
  - A kommunista párt vezetője – Joaquim Chissano (1986–1990), a Mozambiki Felszabadítási Front elnöke
  - Államfő - Joaquim Chissano (1986–2005), lista
  - Kormányfő - Mário da Graça Machungo (1986–1994), lista
- Namíbia (köztársaság)
- Délnyugat-Afrika 1990. március 21-én vált függetlenné.
  - Főadminisztrátor – Louis Pienaar (1985–1990), lista
  - Államfő - Sam Nujoma (1990–2005), lista
  - Kormányfő - Hage Geingob (1990–2002), lista
- Niger (köztársaság)
  - Államfő - Ali Saïbou (1987–1993), lista
  - Kormányfő - Aliou Mahamidou (1990–1991), lista
- Nigéria (köztársaság)
  - Államfő - Ibrahim Babangida (1985–1993), lista
- Ruanda (köztársaság)
  - Államfő - Juvénal Habyarimana (1973–1994), lista
- São Tomé és Príncipe (köztársaság)
  - Államfő - Manuel Pinto da Costa (1975–1991), lista
  - Kormányfő - Celestino Rocha da Costa (1988–1991), lista
- Seychelle-szigetek (köztársaság)
  - Államfő - France-Albert René (1977–2004), lista
- Sierra Leone (köztársaság)
  - Államfő - Joseph Saidu Momoh (1985–1992), lista
- Szenegál (köztársaság)
  - Államfő - Abdou Diouf (1981–2000), lista
- Szent Ilona, Ascension és Tristan da Cunha (Egyesült Királyság tengerentúli területe)
  - Kormányzó - Robert F Stimson (1988–1991), lista
- Szomália (köztársaság)
  - A kommunista párt vezetője – Sziad Barré (1976–1991), a Szomáliai Forradalmi Szocialista Párt főtitkára
  - Államfő – Sziad Barré (1969–1991), lista
  - Kormányfő – 
    1. Muhammad Ali Szamatar (1987–1990)
    2. Muhammad Havadle Madar (1990–1991), lista
- Szudán (köztársaság)
  - Államfő - Omar el-Basír (1989–2019), lista
- Szváziföld (abszolút monarchia)
  - Uralkodó - II. Mswati, király (1986–)
  - Kormányfő - Obed Dlamini (1989–1993), lista
- Tanzánia (köztársaság)
  - Államfő - Ali Hassan Mwinyi (1985–1995), lista
  - Kormányfő - 
    1. Joseph Sinde Warioba (1985–1990)
    2. John Malecela (1990–1994), lista

  -  Zanzibár
    - Államfő –

    1. Idris Abdul Wakil (1985–1990)
    2. Salmin Amour (1990–2000), elnök

    - Kormányfő – Omar Ali Juma (1988–1995), főminiszter
- Togo (köztársaság)
  - Államfő - Gnassingbé Eyadéma (1967–2005), lista
- Tunézia (köztársaság)
  - Államfő - Zín el-Ábidín ben Ali (1987–2011), lista
  - Kormányfő - Hamed Karoui (1989–1999), lista
- Uganda (köztársaság)
  - Államfő - Yoweri Museveni (1986–), lista
  - Kormányfő - Samson Kisekka (1986–1991), lista
- Zaire (köztársaság)
  - Államfő - Mobutu Sese Seko (1965–1997), lista
  - Kormányfő - 
    1. Kengo wa Dondo (1988–1990)
    2. Lunda Bululu (1990–1991), lista
- Zambia (köztársaság)
  - Államfő - Kenneth Kaunda (1964–1991), lista
  - Kormányfő – Malimba Masheke (1989–1991) lista
- Zimbabwe (köztársaság)
  - Államfő - Robert Mugabe (1987–2017), lista
- Zöld-foki Köztársaság (köztársaság)
  - Államfő - Aristides Pereira (1975–1991), lista
  - Kormányfő - Pedro Pires (1975–1991), lista

## Dél-Amerika
- Argentína (köztársaság)
  - Államfő - Carlos Menem (1989–1999), lista
- Bolívia (köztársaság)
  - Államfő - Jaime Paz Zamora (1989–1993), lista
- Brazília (köztársaság)
  - Államfő - 
    1. José Sarney (1985–1990)
    2. Fernando Collor de Mello (1990–1992), lista
- Chile (köztársaság)
  - Államfő - 
    1. Augusto Pinochet tábornok (1973–1990)
    2. Patricio Aylwin (1990–1994), lista
- Ecuador (köztársaság)
  - Államfő - Rodrigo Borja Cevallos (1988–1992), lista
- Falkland-szigetek (Az Egyesült Királyság tengerentúli területe)
  - Kormányzó - William Hugh Fullerton (1988–1992), lista
  - Kormányfő - Ronald Sampson (1989–1994), lista
- Guyana (köztársaság)
  - Államfő - Desmond Hoyte (1985–1992), lista
  - Miniszterelnök - Hamilton Green (1985–1992), lista
- Kolumbia (köztársaság)
  - Államfő - 
    1. Virgilio Barco Vargas (1986–1990)
    2. César Gaviria (1990–1994), lista
- Paraguay (köztársaság)
  - Államfő - Andrés Rodríguez (1989–1993), lista
- Peru (köztársaság)
  - Államfő - 
    1. Alan García (1985–1990)
    2. Alberto Fujimori (1990–2000), lista

  - Kormányfő - 
    1. Guillermo Larco Cox (1989–1990)
    2. Juan Carlos Hurtado Miller (1990–1991), lista
- Suriname (köztársaság)
  - Államfő - 
    1. Ramsewak Shankar (1988–1990)
    2. Johan Kraag (1990–1991), lista
- Uruguay (köztársaság)
  - Államfő - 
    1. Julio María Sanguinetti (1985–1990)
    2. Luis Alberto Lacalle (1990–1995), lista
- Venezuela (köztársaság)
  - Államfő - Carlos Andrés Pérez (1989–1993), lista

## Észak- és Közép-Amerika
- Amerikai Egyesült Államok (köztársaság)
  - Államfő - George H. W. Bush (1989–1993), lista
  -  Puerto Rico (Az Egyesült Államok társult állama)
    - Kormányzó - Rafael Hernández Colón (1985–1993), lista

  -  Amerikai Virgin-szigetek (Az Egyesült Államok társult állama)
    - Kormányzó - Alexander A. Farrelly (1987–1995), lista
- Anguilla (Az Egyesült Királyság tengerentúli területe)
  - Kormányzó - Brian G.J. Canty (1989–1992), lista
  - Főminiszter - Emile Gumbs (1984–1994)
- Antigua és Barbuda (parlamentáris monarchia)
  - Uralkodó - II. Erzsébet királynő, Antigua és Barbuda királynője, (1981–2022)
  - Főkormányzó - Sir Wilfred Jacobs (1967–1993), lista
  - Kormányfő - Vere Bird (1976–1994),[3] lista
- Aruba (A Holland Királyság társult állama)
  - Uralkodó - Beatrix királynő, Aruba királynője, (1980–2013)
  - Kormányzó - Felipe Tromp (1986–1992), lista
  - Miniszterelnök - Nelson Oduber (1989–1994), lista
- Bahama-szigetek (parlamentáris monarchia)
  - Uralkodó - II. Erzsébet királynő, a Bahama-szigetek királynője (1973–2022)
  - Főkormányzó - Sir Henry Milton Taylor (1988–1992), lista
  - Kormányfő - Sir Lynden Pindling (1967–1992),[4] lista
- Barbados (parlamentáris monarchia)
  - Uralkodó - II. Erzsébet királynő, Barbados királynője (1966–2021)
  - Főkormányzó - 
    1. Sir Hugh Springer (1984–1990)
    2. Dáma Nita Barrow (1990–1995), lista

  - Kormányfő - Lloyd Erskine Sandiford (1987–1994), lista
- Belize (parlamentáris monarchia)
  - Uralkodó - II. Erzsébet királynő, Belize királynője, (1981–2022)
  - Főkormányzó - Dáma Elmira Minita Gordon (1981–1993), lista
  - Kormányfő - George Cadle Price (1989–1993), lista
- Bermuda (Az Egyesült Királyság tengerentúli területe)
  - Kormányzó - Sir Desmond Langley (1988–1992), lista
  - Kormányfő - Sir John Swan (1982–1995), lista
- Brit Virgin-szigetek (Az Egyesült Királyság tengerentúli területe)
  - Kormányzó - J. Mark A. Herdman (1986–1991), lista
  - Kormányfő - Lavity Stoutt (1986–1995), lista
- Costa Rica (köztársaság)
  - Államfő - 
    1. Óscar Arias Sánchez (1986–1990)
    2. Rafael Ángel Calderón Fournier (1990–1994), lista
- Dominikai Közösség (köztársaság)
  - Államfő - Sir Clarence Seignoret (1983–1993), lista
  - Kormányfő - Dáma Eugenia Charles (1980–1995), lista
- Dominikai Köztársaság (köztársaság)
  - Államfő - Joaquín Balaguer (1986–1996), lista
- Salvador (köztársaság)
  - Államfő - Alfredo Cristiani (1989–1994), lista
- Grenada (parlamentáris monarchia)
  - Uralkodó - II. Erzsébet királynő, Grenada királynője, (1974–2022)
  - Főkormányzó - Sir Paul Scoon (1978–1992), lista
  - Kormányfő - 
    1. Ben Jones (1989–1990)
    2. Nicholas Brathwaite (1990–1995), lista
- Guatemala (köztársaság)
  - Államfő - Vinicio Cerezo (1986–1991), lista
- Haiti (köztársaság)
  - Államfő - 
    1. Prosper Avril (1988–1990)
    2. Hérard Abraham (1990)
    3. Ertha Pascal-Trouillot (1990–1991), lista
- Holland Antillák (A Holland Királyság társult állama)
  - Uralkodó - Beatrix királynő, a Holland Antillák királynője, (1980–2010)
  - Kormányzó - 
    1. René Römer (1983–1990)
    2. Jaime Saleh (1990–2002), lista

  - Miniszterelnök - Maria Liberia Peters (1988–1993), lista
- Honduras (köztársaság)
  - Államfő - 
    1. José Azcona del Hoyo (1986–1990)
    2. Rafael Leonardo Callejas Romero (1990–1994), lista
- Jamaica (parlamentáris monarchia)
  - Uralkodó - II. Erzsébet királynő, Jamaica királynője, (1962–2022)
  - Főkormányzó - Sir Florizel Glasspole (1973–1991), lista
  - Kormányfő - Michael Manley (1989–1992), lista
- Kajmán-szigetek (Az Egyesült Királyság tengerentúli területe)
  - Kormányzó - Alan James Scott (1987–1992), lista
- Kanada (parlamentáris monarchia)
  - Uralkodó - II. Erzsébet királynő, Kanada királynője, (1952–2022)
  - Főkormányzó - Ray Hnatyshyn (1989–1995), lista
  - Kormányfő - Brian Mulroney (1984–1993), lista
- Kuba (népköztársaság)
  - A kommunista párt főtitkára - Fidel Castro (1965–2011), főtitkár
  - Államfő - Fidel Castro (1976–2008), lista
  - Miniszterelnök - Fidel Castro (1959–2008), lista
- Mexikó (köztársaság)
  - Államfő - Carlos Salinas de Gortari (1988–1994), lista
- Montserrat (Az Egyesült Királyság tengerentúli területe)
  - Kormányzó - 
    1. Christopher J. Turner (1987–1990)
    2. David G. P. Taylor (1990–1993), lista

  - Kormányfő - John Osborne (1978–1991), lista
- Nicaragua (köztársaság)
  - Államfő - 
    1. Daniel Ortega (1985–1990)
    2. Violeta Chamorro (1990–1997), lista
- Panama (köztársaság)
  - Államfő - Guillermo Endara (1989–1994), lista
- Saint Kitts és Nevis (parlamentáris monarchia)
  - Uralkodó - II. Erzsébet királynő, Saint Kitts és Nevis királynője, (1983–2022)
  - Főkormányzó - Sir Clement Arrindell (1981–1995),[5] lista
  - Kormányfő - Kennedy Simmonds (1980–1995), lista
  -  Nevis
    - Főkormányzó-helyettes – Weston Parris (1983–1992)
    - Főminiszter – Simeon Daniel (1983–1992)
- Saint Lucia (parlamentáris monarchia)
  - Uralkodó - II. Erzsébet királynő, Szent Lucia királynője, (1979–2022)
  - Főkormányzó - Sir Stanislaus James (1988–1996), lista
  - Kormányfő - John Compton (1982–1996), lista
- Saint-Pierre és Miquelon (Franciaország külbirtoka)
  - Prefektus - Jean-Pierre Marquié (1989–1991), lista
  - A Területi Tanács elnöke - Marc Plantegenest (1984–1994), lista
- Saint Vincent és a Grenadine-szigetek (parlamentáris monarchia)
  - Uralkodó - II. Erzsébet királynő, Saint Vincent királynője, (1979–2022)
  - Főkormányzó - Sir David Emmanuel Jack (1989–1996), lista
  - Kormányfő - Sir James Fitz-Allen Mitchell(1984–2000), lista
- Trinidad és Tobago (köztársaság)
  - Államfő - Noor Hassanali (1987–1997), lista
  - Kormányfő - A. N. R. Robinson (1986–1991), lista
- Turks- és Caicos-szigetek (Az Egyesült Királyság tengerentúli területe)
  - Kormányzó - Michael J. Bradley (1987–1993), lista
  - Főminiszter - Oswald Skippings (1988–1991), lista

## Ázsia
- Afganisztán (népköztársaság)
  - A kommunista párt vezetője – Muhammad Nadzsibullah (1986–1990), az Afgán Népi Demokratikus Párt főtitkára
  - Államfő – Muhammad Nadzsibullah (1987–1992), lista
  - Kormányfő – 
    1. Szultan Ali Kestmand (1989–1990)
    2. Fazal Hakk Kalikjar (1990–1992), lista
- Bahrein (alkotmányos monarchia)
  - Uralkodó - II. Ísza emír (1961–1999)[6]
  - Kormányfő - Halífa ibn Szalmán Al Halífa, lista (1970–2020)[7]
- Banglades (köztársaság)
  - Államfő - 
    1. Husszain Muhammad Ersad altábornagy (1983–1990)
    2. Sahabuddin Ahmed (1990–1991), lista

  - Kormányfő - Kazi Zafar Ahmed (1989–1990), lista
- Bhután (abszolút monarchia)
  - Uralkodó - Dzsigme Szingye Vangcsuk király (1972–2006)
- Brunei (abszolút monarchia)
  - Uralkodó - Hassanal Bolkiah, szultán (1967–)[8]
  - Kormányfő - Hassanal Bolkiah szultán (1984–), lista
- Dél-Korea (köztársaság)
  - Államfő - No Tehu (1988–1993), lista
  - Kormányfő - 
    1. Kang Junghun (1988–1990)
    2. No Csaipung (1990–1991), lista
- Egyesült Arab Emírségek (abszolút monarchia)
  - Elnök - Zájed bin Szultán Ál Nahján (1971–2004), lista
  - Kormányfő - 
    1. Rásid bin Szaíd Al Maktúm (1979–1990)
    2. Maktúm bin Rásid Ál Maktúm (1990–2006), lista

  - Az egyes Emírségek uralkodói (lista):
    - Abu-Dzabi – Zájed bin Szultán Ál Nahján (1971–2004)
    - Adzsmán – Humajd ibn Rásid an-Nuajmi (1981–)
    - Dubaj – 
      1. Rásid bin Szaíd Al Maktúm (1979–1990)
      2. Maktúm bin Rásid Ál Maktúm (1990–2006)

    - Fudzsejra – Hamad ibn Muhammad as-Sarki (1974–)
    - Rász el-Haima – Szakr ibn Muhammad al-Kászimi (1948–2010)
    - Sardzsa – Szultán ibn Muhammad al-Kászimi (1987–)
    - Umm al-Kaivain – Rásid ibn Ahmad al-Mualla (1981–2009)
- Észak-Korea (népköztársaság)
  - A kommunista párt főtitkára - Kim Ir Szen (1948–1994), főtitkár
  - Államfő - Kim Ir Szen (1972–1994), országvezető
  - Kormányfő - Jon Hjongmuk (1988–1992), lista
- Fülöp-szigetek (köztársaság)
  - Államfő - Corazón Aquino (1986–1992), lista
- Hongkong (brit koronafüggőség)
  - Kormányzó - Sir David Wilson (1987–1992), lista
- India (köztársaság)
  - Államfő - R. Venkataraman (1987–1992), lista
  - Kormányfő - 
    1. V. P. Singh (1989–1990)
    2. Csandra Sekhar (1990–1991), lista
- Indonézia (köztársaság)
  - Államfő - Suharto (1967–1998), lista
- Irak (köztársaság)
  - Államfő - Szaddám Huszein (1979–2003), lista
  - Kormányfő - Szaddám Huszein (1979–1991), lista
- Irán (köztársaság)
  - Legfelső vallási vezető - Ali Hámenei (1989–), lista
  - Államfő - Ali Akbar Hasemi Rafszandzsáni (1989–1997), lista
- Izrael (köztársaság)
  - Államfő - Háim Hercog (1983–1993), lista
  - Kormányfő - Jichák Sámír (1986–1992), lista
- Japán (parlamentáris monarchia)
  - Uralkodó - Akihito császár (1989–2019)
  - Kormányfő - Kaifu Tosiki (1989–1991), lista
- Dél-Jemen (Jemeni Népi Demokratikus Köztársaság) (népköztársaság)
- 1990. május 22-én egyesült Észak-Jemennel, így létrejött a Jemeni Köztársaság.
  - A kommunista párt vezetője – Ali Szalím al-Beidh (1986–1990), a Jemeni Szocialista Párt főtitkára
  - Államfő – Haidar Abu Bakr al-Attasz (1986–1990), Dél-Jemen Legfelsőbb Népi Tanácsa elnökségének elnöke
  - Kormányfő – Jaszin Szaíd Numan (1986–1990)
- Észak-Jemen (Jemeni Arab Köztársaság) (köztársaság)
- 1990. május 22-én egyesült Dél-Jemennel, így létrejött a Jemeni Köztársaság.
  - Államfő - Ali Abdullah Szaleh (1978–2012),[9] lista
  - Kormányfő –  Abdul Aziz Abdul Gáni (1983–1990), lista
- Jemen (köztársaság)
- 1990. május 22-én jött létre, Dél-Jemen és Észak-Jemen egyesülésével.
  - Államfő - Ali Abdullah Szaleh (1978–2012),[10] lista
  - Kormányfő - Haidar Abu Bakr al-Attasz (1990–1994), lista
- Jordánia (alkotmányos monarchia)
  - Uralkodó - Huszejn király (1952–1999)
  - Kormányfő - Mudar Badran (1989–1991), lista
- Kambodzsa (népköztársaság)
  - A kommunista párt vezetője – Heng Szamrin (1981–1991)
  - Államtanács elnöke – Heng Szamrin (1979–1992)
  - Kormányfő – Hun Szen (1985–2023),[11] lista
- Katar (abszolút monarchia)
  - Uralkodó - Halífa emír (1972–1995)
  - Kormányfő - Halífa emír (1970–1995)[12]
- Kína (népköztársaság)
  - A kommunista párt főtitkára - Csiang Cömin (1989–2002), főtitkár
  - Államfő - Jang Sang-kun (1988–1993), lista
  - Kormányfő - Li Peng (1987–1998), lista
- Kuvait (alkotmányos monarchia)
- Az iraki invázió alatt augusztus 4-én kikiáltották a Kuvaiti Köztársaságot, majd Irak 1991. augusztus 28-án annektálta a területet Kuvaiti Kormányzóság néven.
  - Uralkodó - III. Dzsáber emír (1977–2006),[13]
  - Kormányfő - Szaad al-Abdulláh al-Szálim asz-Szabáh (1978–2003),[13] lista
  - Köztársasági vezetők –
    1. Alaa Husszein Ali (1990), köztársasági elnök
    2. Ali Hasszán al-Madzsid (1990–1991), Kuvait kormányzója
- Laosz (népköztársaság)
  - A kommunista párt főtitkára - Kajszone Phomviháne (1975–1992), főtitkár
  - Államfő - 
    - Szouphanouvong (1975–1991)
    - Phoumi Vongvicsit (1988–1991), ügyvivő, lista

  - Kormányfő - Kajszone Phomviháne (1975–1991), lista
- Libanon (köztársaság)
  - Államfő - Eliasz al-Hravi (1989–1998), lista
  - Kormányfő - 
    1. Michel Aoun altábornagy (1988–1990)
    2. Szelim al-Hossz (1990)
    3. Omar Karami (1990–1992), lista
- Makaó (Portugália tengerentúli területe)
  - Kormányzó - 
    1. Carlos Montez Melancia (1987–1990)
    2. Francisco Murteira Nabo (1990–1991), kormányzó
- Malajzia (parlamentáris monarchia)
  - Uralkodó - Azlan sah szultán (1989–1994)
  - Kormányfő - Mahathir bin Mohamad (1981–2003), lista
- Maldív-szigetek (köztársaság)
  - Államfő - Maumoon Abdul Gayoom (1978–2008), lista
- Mianmar (köztársaság)
  - Államfő - Saw Maung (1988–1992), lista
  - Kormányfő - Saw Maung (1988–1992), lista
- Mongólia (népköztársaság)
  - A kommunista párt vezetője – 
    1. Dzsambün Batmönkh (1984–1990)
    2. Gombodzsavün Ocsirbat (1990), Mongol Forradalmi Néppárt Központi Bizottságának főtitkára

  - Államfő - 
    1. Dzsambün Batmönkh (1984–1990), Mongólia Nagy Népi Hurálja Elnöksége elnöke
    2. Punszalmágín Ocsirbat (1990–1997), lista

  - Kormányfő - 
    1. Dumaagiin Szodnom (1984–1990)
    2. Saravün Gungaadordzs (1990)
    3. Dasín Bjambaszüren (1990–1992), lista
- Nepál (alkotmányos monarchia)
  - Uralkodó - Bírendra király (1972–2001)
  - Kormányfő - 
    1. Marics Man Szing Sresztha (1986–1990)
    2. Lokendra Bahadur Csand (1990)
    3. Krisna Praszad Bhattarai (1990–1991), lista
- Omán (abszolút monarchia)
  - Uralkodó - Kábúsz szultán (1970–2020)
  - Kormányfő - Kábúsz bin Száid al Száid (1972–2020), lista
- Pakisztán (köztársaság)
  - Államfő - Gulám Isák Kán (1988–1993), lista
  - Kormányfő - 
    1. Benazír Bhutto (1988–1990)
    2. Gulám Musztafa Dzsatoi (1990)
    3. Naváz Saríf (1990–1993), lista
- Srí Lanka (köztársaság)
  - Államfő - Ranasinghe Premadasa (1989–1993), lista
  - Kormányfő - Dingiri Banda Vidzsetunge (1989–1993), lista
- Szaúd-Arábia (abszolút monarchia)
  - Uralkodó - Fahd király (1982–2005)
  - Kormányfő - Fahd király (1982–2005)
- Szingapúr (köztársaság)
  - Államfő - Ví Kimví (1985–1993), lista
  - Kormányfő - 
    1. Li Kuang-jao (1959–1990)[14]
    2. Go Csok-tong (1990–2004), lista
- Szíria (köztársaság)
  - Államfő - Hafez al-Aszad (1971–2000), lista
  - Kormányfő - Mahmoud Zuabi (1987–2000), lista
- Tajvan (köztársaság)
  - Államfő - Li Teng-huj (1988–2000), lista
  - Kormányfő - 
    1. Li Huan (1989–1990)
    2. Hau Pejcun (1990–1993), lista
- Thaiföld (parlamentáris monarchia)
  - Uralkodó - Bhumibol Aduljadezs király (1946–2016)
  - Kormányfő - Csaticsaj Csoonhavan (1988–1991), lista
- Törökország (köztársaság)
  - Államfő - Turgut Özal (1989–1993), lista
  - Kormányfő - Yıldırım Akbulut (1989–1991), lista
- Vietnám (népköztársaság)
  - A kommunista párt főtitkára - Nguyễn Văn Linh (1986–1991), főtitkár
  - Államfő - Võ Chí Công (1987–1992), lista
  - Kormányfő - Đỗ Mười (1988–1991), lista

## Óceánia
- Amerikai Szamoa (Az Amerikai Egyesült Államok külterülete)
  - Kormányzó - Peter Tali Coleman (1989–1993), lista
- Ausztrália (parlamentáris monarchia)
  - Uralkodó - II. Erzsébet királynő, Ausztrália királynője, (1952–2022)
  - Főkormányzó - Bill Hayden (1989–1996), lista
  - Kormányfő - Bob Hawke (1983–1991), lista
  -  Karácsony-sziget (Ausztrália külterülete)
    - Adminisztrátor - 
      1. AD. Taylor (1986–1990)
      2. W.A. McKenzie (1990–1991)

  -  Kókusz (Keeling)-szigetek (Ausztrália külterülete)
    - Adminisztrátor - 
      1. Dawn Laurie (1988–1990)
      2. Barry Cunningham (1990–1992)

  -  Norfolk-sziget (Ausztrália autonóm területe)
    - Adminisztrátor - Herbert Bruce MacDonald (1989–1992)
    - Kormányfő - David Buffett (1989–1992), lista
- Északi-Mariana-szigetek (Az USA külbirtoka)
  - Kormányzó - 
    1. Pedro Tenorio (1982–1990)
    2. Lorenzo De Leon Guerrero (1990–1994), lista
- Fidzsi (köztársaság)
  - Államfő - Penaia Ganilau (1987–1993), lista
  - Kormányfő - Ratu Sir Kamisese Mara (1987–1992), lista
- Francia Polinézia (Franciaország külterülete)
  - Főbiztos - Jean Montpezat (1987–1992), lista
  - Kormányfő - Alexandre Léontieff (1987–1991), lista
- Guam (Az USA külterülete)
  - Kormányzó - Joseph Franklin Ada (1987–1995), lista
- Kiribati (köztársaság)
  - Államfő - Ieremia Tabai (1983–1991), lista
- Marshall-szigetek (köztársaság)
  - Államfő - Amata Kabua (1979–1996),[15] lista
- Mikronézia (köztársaság)
  - Államfő - John Haglelgam (1987–1991), lista
- Nauru (köztársaság)
  - Államfő - Bernard Dowiyogo (1989–1995), lista
- Nyugat-Szamoa (parlamentáris monarchia)
  - Uralkodó - Malietoa Tanumafili II, O le Ao o le Malo (1962–2007)
  - Kormányfő - Tofilau Eti Alesana (1988–1998), lista
- Palau (ENSZ gyámsági terület)
  - Államfő - Ngiratkel Etpison (1989–1993), lista
- Pápua Új-Guinea (parlamentáris monarchia)
  - Uralkodó - II. Erzsébet királynő, Pápua Új-Guinea királynője (1975–2022)
  - Főkormányzó - Sir Vincent Eri (1990–1991), lista
  - Kormányfő - Rabbie Namaliu (1988–1992), lista
  -  Bougainville (autonóm terület)
  - Miniszterelnök – 
    1. Joseph Kabui (1987–1990)
    2. Sam Tulo (1990–1995) adminisztrátor
- Pitcairn-szigetek (Az Egyesült Királyság külbirtoka)
  - Kormányzó - 
    1. Robin Byatt (1987–1990)
    2. David Moss (1990–1994), lista
- Salamon-szigetek (parlamentáris monarchia)
  - Uralkodó - II. Erzsébet királynő, a Salamon-szigetek királynője (1978–2022)
  - Főkormányzó - George Lepping (1988–1994), lista
  - Kormányfő - Solomon Mamaloni (1989–1993), lista
- Tonga (alkotmányos monarchia)
  - Uralkodó - IV. Tāufaʻāhau Tupou király (1965–2006)[16]
  - Kormányfő - Fatafehi Tu'ipelehake herceg (1965–1991),[16] lista
- Tuvalu (parlamentáris monarchia)
  - Uralkodó - II. Erzsébet királynő, Tuvalu királynője (1978–2022)
  - Főkormányzó - 
    1. Sir Tupua Leupena (1986–1990)
    2. Sir Toaripi Lauti (1990–1993), lista

  - Kormányfő - Bikenibeu Paeniu (1989–1993), lista
- Új-Kaledónia (Franciaország külbirtoka)
  - Főbiztos - Bernard Grasset (1988–1991), lista
- Új-Zéland (parlamentáris monarchia)
  - Uralkodó - II. Erzsébet királynő, Új-Zéland királynője (1952–2022)
  - Főkormányzó - 
    1. Sir Paul Reeves (1985–1990)
    2. Dame Catherine Tizard (1990–1996), lista

  - Kormányfő - 
    1. Geoffrey Palmer (1989–1990)
    2. Mike Moore (1990)
    3. Jim Bolger (1990–1997), lista

  -  Cook-szigetek (Új-Zéland társult állama)
    - A királynő képviselője - 
      1. Sir Tangaroa Tangaroa (1984–1990)
      2. Sir Apenera Short (1990–2000)

    - Kormányfő - Geoffrey Henry (1989–1999), lista

  -  Niue (Új-Zéland társult állama)
    - Kormányfő - Sir Robert Rex (1974–1992), lista

  -  Tokelau-szigetek (Új-Zéland külterülete)
    - Adminisztrátor - 
      1. Neil Walter (1988–1990)
      2. Graham Keith Ansell (1990–1992)
- Vanuatu (köztársaság)
  - Államfő - Frederick Karlomuana Timakata (1989–1994), lista
  - Kormányfő - Walter Lini (1979–1991),[17] lista
- Wallis és Futuna (Franciaország külterülete)
  - Főadminisztrátor - 
    1. Roger Dumec (1988–1990)
    2. Robert Pommies (1990–1993), lista

  - Területi Gyűlés elnöke - 
    1. Pasilio Tui (1989–1990)
    2. Clovis Logologofolau (1990–1992), lista